# Mahmoud Al-Youssef
Mahmoud Al-Youssef (en árabe: محمود اليوسف‎; Lattakia, Siria, 20 de enero de 1988) es un futbolista de Siria que juega en la posición de guardameta. Desde 2022 juega en el Hetten FC de la Primera División de Arabia Saudita.

## Carrera

### Club
| Periodo   | Club                   |
| --------- | ---------------------- |
| 2007–2013 | Hutteen SC             |
| 2013–2015 | Al-Musannah Club       |
| 2016      | United Victory         |
| 2017–2018 | Victory SC             |
| 2017–2018 | → Maziya S&RC (cedido) |
| 2018–2019 | Al-Jabalain FC         |
| 2019–2020 | Al-Jaish Damasco       |
| 2020      | Al-Mujazzal Club       |
| 2021–2022 | Maziya S&RC            |
| 2022      | Al-Diriyah Club        |
| 2022–     | Hetten FC              |

### Selección nacional
Ha jugado en selecciones nacionales desde la categoría sub-20. Debutó con Siria en 2012.		